# Norman Volger

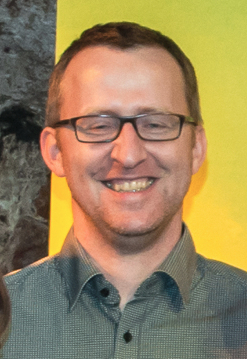
Norman Volger, 2017

Norman Volger (* 1978 in Leipzig) ist ein deutscher Politiker (Bündnis 90/Die Grünen). Zwischen 2018 und 2022 war er Landesvorstandssprecher des sächsischen Landesverbands seiner Partei.
Volger schloss ein Studium in den Fächern Politikwissenschaften, Soziologie sowie Kommunikations- und Medienwissenschaften ab. Von 2008 bis 2018 war er Geschäftsführer des Vereins Die Alternative Kommunalpolitik Sachsen. Außerdem wurde Volger Aufsichtsratsmitglied bei den Leipziger Wasserwerken.
Er erklärte 2002 seinen Beitritt zu Bündnis 90/Die Grünen und war für die Partei daraufhin als Geschäftsführer des Kreisverbands Leipzig aktiv, bis er 2009 erstmals in den Stadtrat von Leipzig gewählt wurde. 2013 wählte die Stadtratsfraktion der Grünen Volger zu ihrem Vorsitzenden.
Am 24. März 2018 setzte Volger sich während der Landesversammlung von Bündnis 90/Die Grünen Sachsen bei der Wahl des Landesvorstandssprechers mit 60,71 Prozent als Gegenkandidat seines Vorgängers Jürgen Kasek im ersten Wahlgang durch. Bei der Neuwahl des Landesvorstandes im Mai 2022 verzichtete er aus persönlichen Gründen auf eine Kandidatur.